# NGC 5301
NGC 5301 este o galaxie spirală situată în constelația Câinii de Vânătoare. A fost descoperită în 11 mai 1787 de către William Herschel. Se află la o distanță de 20,89 de megaparseci de Pământ.